# رودريغو ريكيلمي (لاعب كرة قدم إسباني)
رودريغو ريكيلمي (مواليد 2 أبريل 2000)، لاعب كرة قدم إسباني يلعب في مركز الجناح في نادي ريال بيتيس.

## روابط خارجية
- رودريغو ريكيلمي على موقع الاتحاد الأوربي (الإنجليزية)
- رودريغو ريكيلمي على موقع قاعدة بيانات كرة القدم.إي يو (الإنجليزية)
- رودريغو ريكيلمي على موقع Soccerbase.com (لاعب) (الإنجليزية)
- رودريغو ريكيلمي على موقع Soccerway.com (الإنجليزية)
- رودريغو ريكيلمي على موقع عالم كرة القدم.نت (الإنجليزية)